# Зломислич, Дамир
Дамир Зломислич (босн. Damir Zlomislić; род. 20 июля 1991[…], Коньиц) — боснийский футболист, полузащитник клуба «Зриньски».

## Карьера
Начинал карьеру в клубе «Широки-Бриег». После двух лет, проведённых в аренде в клубах «ГОШК» и «Графин», в сезоне 2012/13 закрепился в основном составе команды, выиграл с ней Кубок Боснии и Герцеговины.
Летом 2013 года перешел в хорватскую «Риеку». Выступал за этот клуб в Лиге Европы (9 матчей, 1 гол). С августа 2013 года по март 2014 года не играл из-за травмы. После возвращения не сумел закрепиться в основном составе, и в феврале 2015 года был отдан в аренду румынскому клубу «Брашов» до конца сезона. Сезон 2015/16 также провёл в аренде, теперь в «Истре 1961».
В июле 2016 года перешел в турецкий клуб «Газиантеп», однако в начале 2017 года вернулся в «Широки-Бриег», с которым второй раз выиграл Кубок. В июне 2017 года стал игроком белорусского клуба Шахтёр из Солигорска. В составе солигорской команды стал выступать на позиции опорного полузащитника, чередуя выходы в стартовом составе и на замену.
В начале 2018 года не тренировался с «Шахтером» и вместе с другим футболистом солигорцев Драженом Багаричем отправился в Широки-Бриег, с которым в феврале официально подписал контракт.
Летом перешёл в сербскую «Войводину».

## Достижения
- Обладатель Кубка Боснии и Герцеговины (2): 2012/13, 2016/17
- Серебряный призер чемпионата Хорватии: 2013/14
- Обладатель Кубка Германии: 2013/14
- Обладатель Суперкубка Хорватии: 2014
- Бронзовый призер чемпионата Белоруссии: 2017